# Austrophorocera biserialis
Austrophorocera biserialis är en tvåvingeart som först beskrevs av Macquart 1847.  Austrophorocera biserialis ingår i släktet Austrophorocera och familjen parasitflugor. Inga underarter finns listade i Catalogue of Life.